# Copa CAF 2000
La Copa CAF 2000 es la 9.ª edición de este torneo de fútbol a nivel de clubes de África organizado por la CAF y que contó con la participación de 33 equipos de todo el continente, 1 más que en la edición anterior.
El JS Kabylie de Argelia venció en la final al Ismaily SC de Egipto para ser el primer equipo de Argelia en ganar el torneo y cortar la racha de 3 títulos consecutivos de los equipos de Túnez. El Étoile du Sahel de Túnez, campeón defensor, fue eliminado en los cuartos de final.

## Ronda preliminar
| Equipo 1         | Agr.         | Equipo 2      | Ida | Vuelta |
| ---------------- | ------------ | ------------- | --- | ------ |
| Chingale de Tete | 1-1 (4-2 p.) | CD Elá Nguema | 1-0 | 0-1    |

## Primera ronda
| Equipo 1             | Agr. | Equipo 2              | Ida  | Vuelta |
| -------------------- | ---- | --------------------- | ---- | ------ |
| Ismaily              | 7-4  | Al-Mahalla SC         | 5-1  | 2-3    |
| Hay Al-Arab          | 2-0  | Shabana FC            | 2-0  | 0-0    |
| Mtibwa Sugar FC      | 5-1  | Mochudi Centre Chiefs | 3-0  | 2-1    |
| Coton Sport FC       | 4-1  | TP Mystère            | 2-0  | 2-1    |
| Awassa City          | 2-1  | Mukura Victory        | 2-0  | 0-1    |
| Iwuanyanwu Nationale | 5-2  | Mbilinga FC           | 3-0  | 2-2    |
| Étoile du Sahel      | 11-0 | Chingale de Tete      | 10-0 | 1-0    |
| Compagnie Sucrière   | 2-0  | Real Banjul           | 1-0  | 1-0    |
| Stade d'Abidjan      | w/o1 | AC Semassi FC         | —    | —      |
| CA Bizertin          | 3-2  | USFA                  | 2-0  | 1-2    |
| JS Kabylie           | w/o1 | Aslad Moundou         | —    | —      |
| TP Mazembe           | 7-2  | Académica Lobito      | 4-0  | 3-2    |
| Wydad Casablanca     | w/o1 | Saint Anthony         | —    | —      |
| USFAS                | 2-3  | Ebusua Dwarfs         | 2-0  | 0-3    |
| Kaizer Chiefs        | 6-2  | Mbabane Highlanders   | 5-2  | 1-0    |
| Nchanga Rangers      | 2-0  | DSA Antananarivo      | 1-0  | 1-0    |

1 AC Semassi, Aslad Moundou y Saint Anthony abandonaron el torneo antes de jugar el partido de ida.

## Segunda ronda
| Equipo 1         | Agr.     | Equipo 2             | Ida | Vuelta |
| ---------------- | -------- | -------------------- | --- | ------ |
| Ismaily          | w/o1     | Hay El Arab          | 8-0 | —1     |
| Mtibwa Sugar FC  | 0-3      | Cotonsport Garoua    | 0-1 | 0-2    |
| Awassa City      | 2-3      | Iwuanyanwu Nationale | 1-1 | 1-2    |
| Étoile du Sahel  | 4-2      | Compagnie Sucrière   | 3-0 | 1-2    |
| Stade d'Abidjan  | (v.) 4-4 | CA Bizertin          | 3-0 | 1-4    |
| JS Kabylie       | 5-2      | TP Mazembe           | 5-0 | 0-2    |
| Wydad Casablanca | 2-3      | Ebusua Dwarfs        | 2-1 | 0-2    |
| Kaizer Chiefs    | 0-2      | Nchanga Rangers      | 0-2 | 0-0    |

1 Hay El Arab abandonó el torneo antes de jugar el partido de vuelta.

## Cuartos de final
| Equipo 1        | Agr.         | Equipo 2             | Ida | Vuelta |
| --------------- | ------------ | -------------------- | --- | ------ |
| Stade d'Abidjan | 2-1          | Cotonsport Garoua    | 2-0 | 0-1    |
| Ismaily         | 6-0          | Ebusua Dwarfs        | 4-0 | 2-0    |
| JS Kabylie      | 1-1 (4-1 p.) | Étoile du Sahel      | 1-0 | 0-1    |
| Nchanga Rangers | 1-2          | Iwuanyanwu Nationale | 1-0 | 0-2    |

## Semifinales
| Equipo 1             | Agr. | Equipo 2        | Ida | Vuelta |
| -------------------- | ---- | --------------- | --- | ------ |
| Ismaily              | 7-0  | Stade d'Abidjan | 5-0 | 2-0    |
| Iwuanyanwu Nationale | 1-2  | JS Kabylie      | 1-1 | 0-1    |

## Final
| Equipo 1 | Agr.     | Equipo 2   | Ida | Vuelta |
| -------- | -------- | ---------- | --- | ------ |
| Ismaily  | 1-1 (v.) | JS Kabylie | 1-1 | 0-0    |

## Campeón
| Copa CAF 2000         |
| --------------------- |
| Bandera de Argelia    |
| JS Kabylie 1.º Título |